# Kościół św. Joachima i św. Anny w Annopolu (stary)
Kościół świętego Joachima i świętej Anny – dawny kościół parafialny, obecnie kościół filialny znajdujący się w mieście Annopol, w województwie lubelskim. Należy do dekanatu Zawichost diecezji sandomierskiej.

## Historia

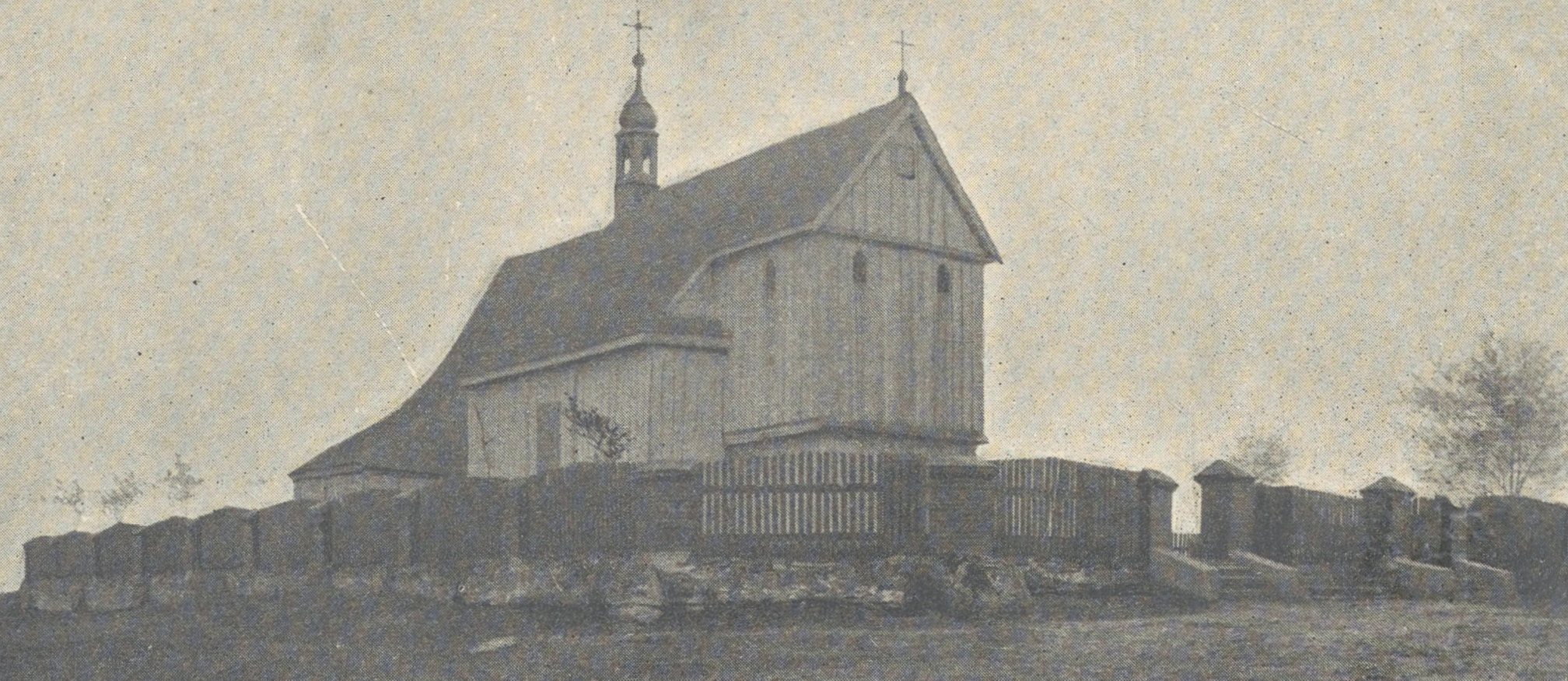
Widok kościoła przed 1908

Świątynia została wybudowana w 1740 roku i ufundowana przez Jana Tomasza Morsztyna. W 1741 roku poświęcił ją biskup Michał Ignacy Kunicki. Początkowo był to kościół filialny parafii św. Małgorzaty w Świeciechowie. Od 1886 roku samodzielny kościół parafialny. Podczas obydwóch wojen światowych budowla została zniszczona. Funkcję kościoła parafialnego pełniła do 1966 roku, kiedy to poświęcono nową świątynię pod tym samym wezwaniem.

## Architektura
Jest to budowla drewniana, posiadająca konstrukcję zrębową, oszalowana, składa się z jednej nawy, przy prezbiterium znajduje się zakrystia. Do jej wyposażenia należą trzy ołtarze w stylu barokowym. W ołtarzu głównym jest umieszczony obraz św. Anny, w ołtarzu bocznym, po lewej stronie jest umieszczony obraz Matki Bożej Różańcowej, a po prawej stronie są umieszczone obrazy: św. Jana i św. Tomasza.

## Galeria

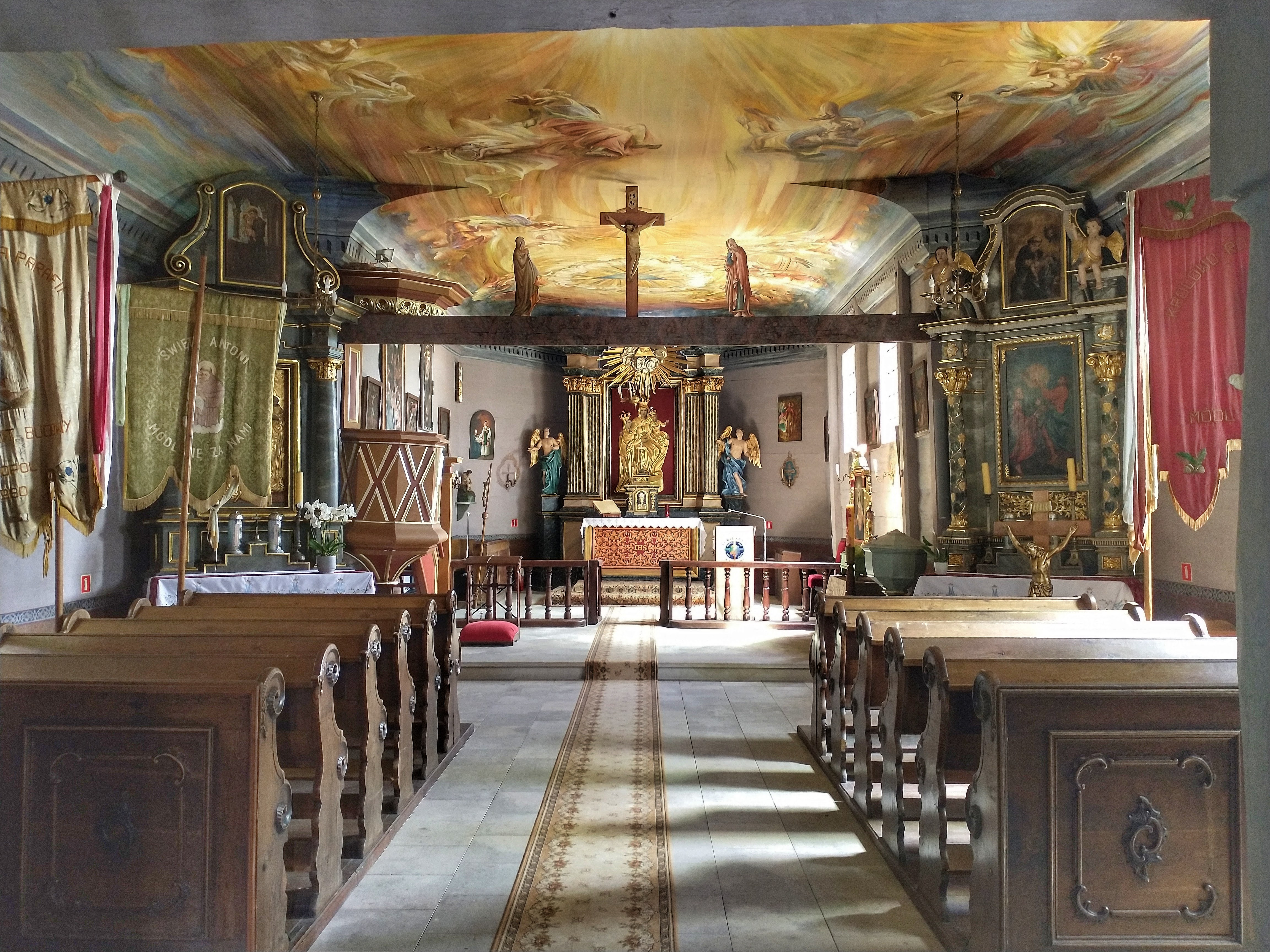
Wnętrze świątyni
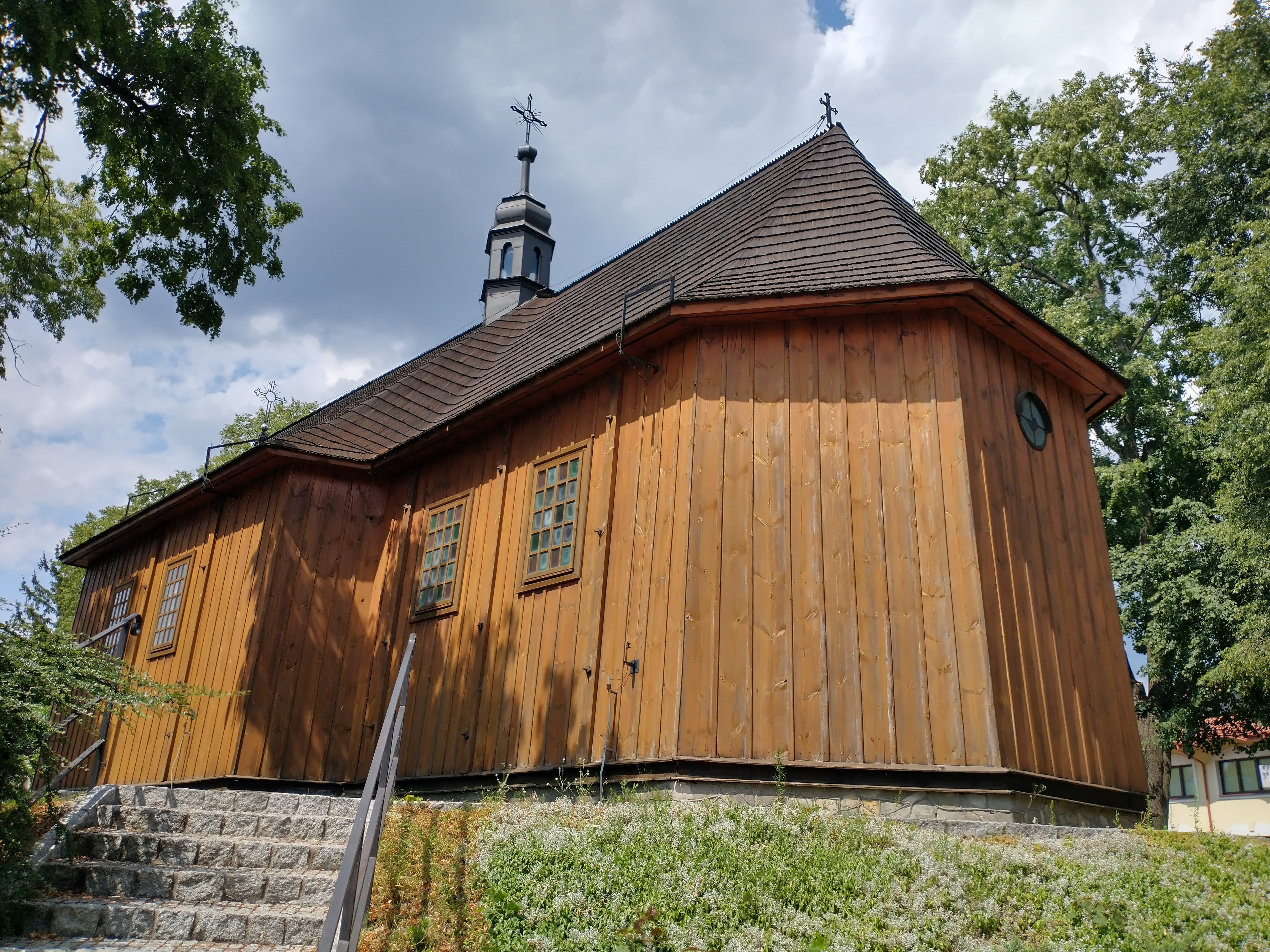
Widok od prezbiterium
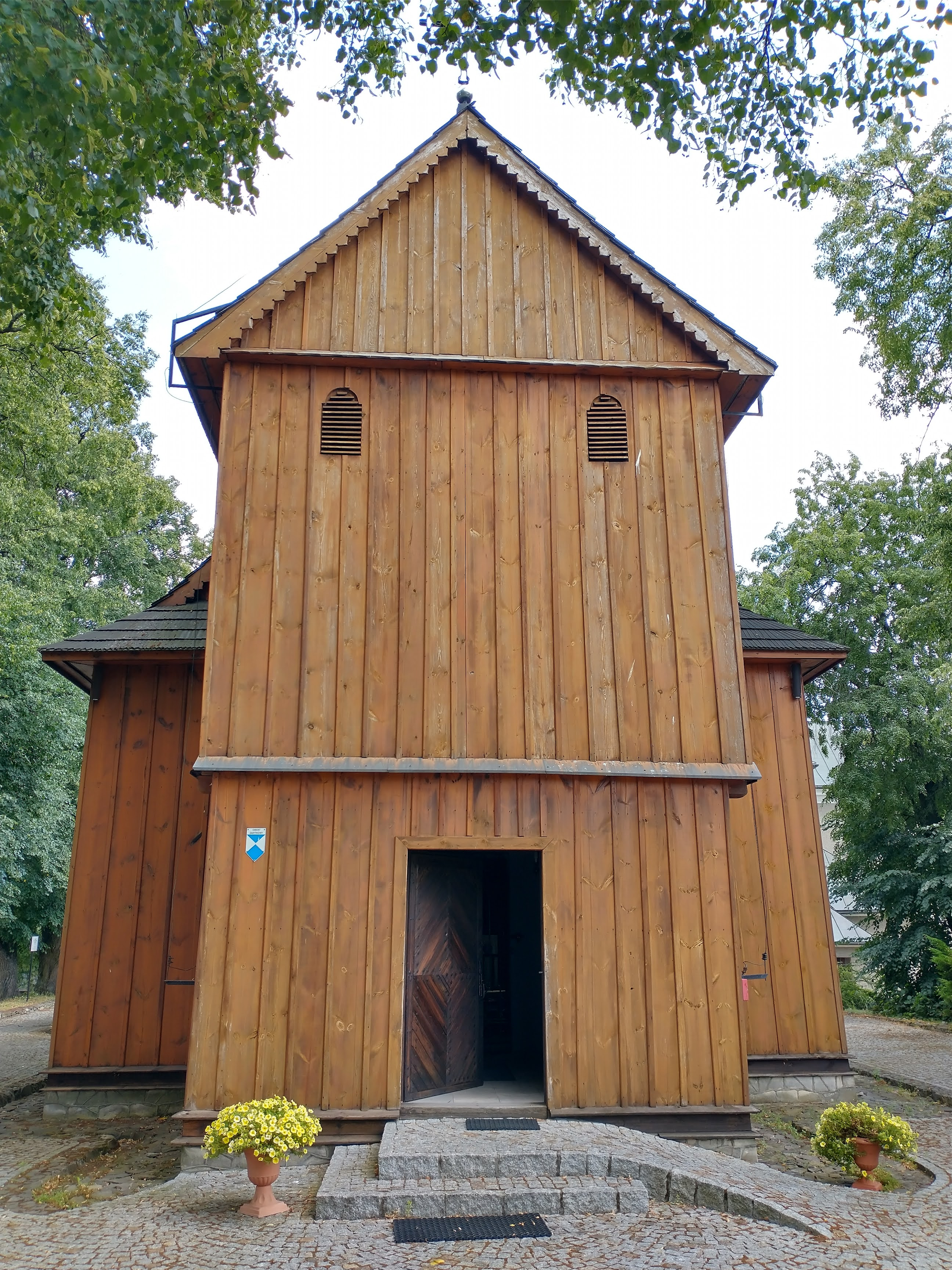
Elewacja wejściowa
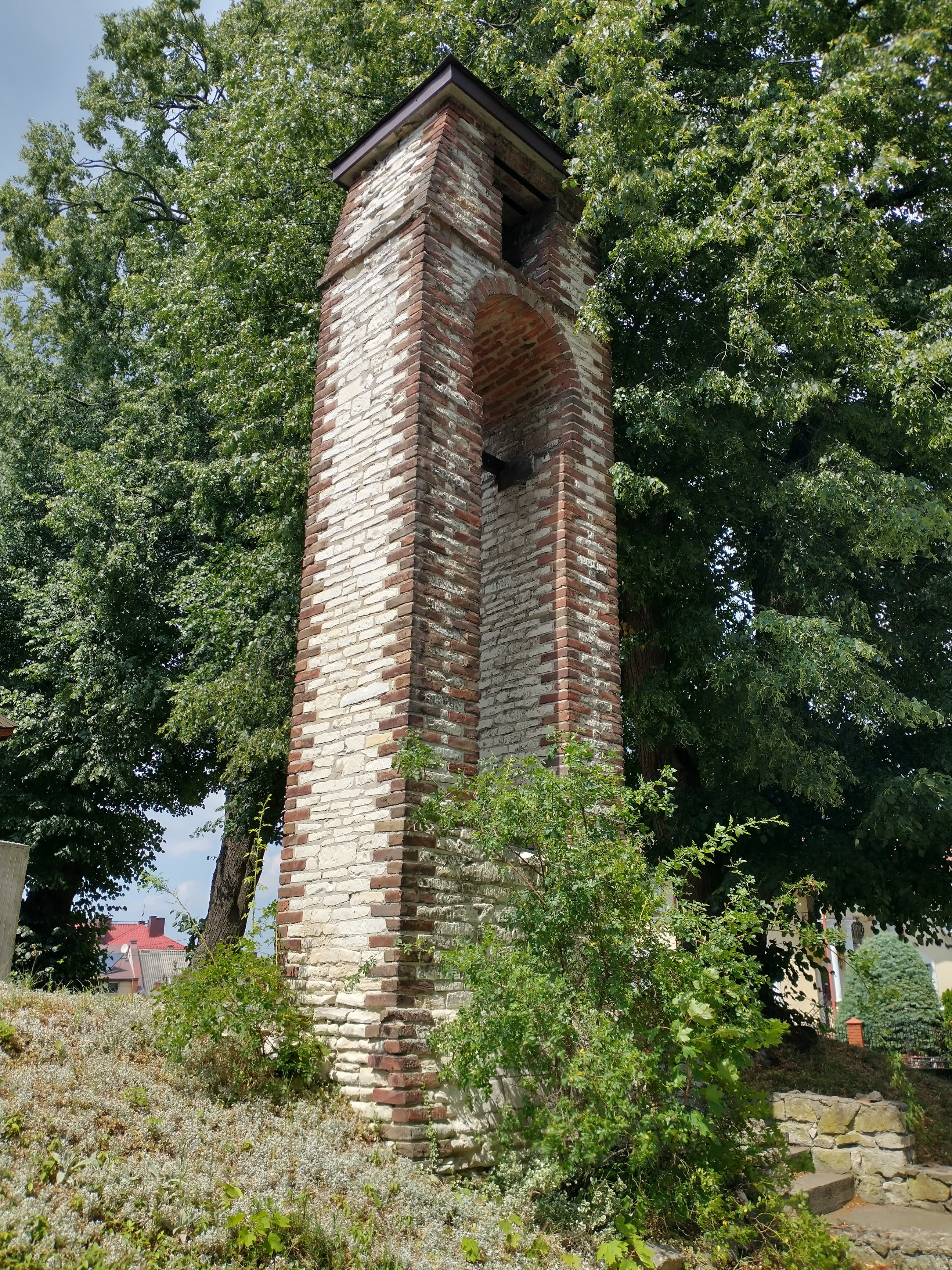
Dzwonnica